# Hamza Haloui
Hemza Haloui (ur. 10 lipca 1994) – algierski zapaśnik walczący przeważnie w stylu klasycznym. 
Olimpijczyk z Rio de Janeiro 2016, gdzie zajął siedemnaste miejsce w kategorii 98 kg.
Zajął 22. miejsce na mistrzostwach świata w 2018. Dziewiąty w indywidualnym Pucharze Świata w 2020. Srebrny medalista igrzysk afrykańskich w 2015; brązowy w 2019 i 2023. Pięciokrotny medalista mistrzostw Afryki, w tym złoty w 2018. Wicemistrz śródziemnomorski w 2018. Ósmy na igrzyskach wojskowych w 2019 roku.